# Джаянегара
Джаянегара (тронное имя — Шри Махараджа Вираландагопала Шри Сундарапандья Дева Адхишвара) — яванский император (Махараджа) и второй монарх империи Маджапахит с 1309 года до своей смерти в 1328 году.  Джаянегара был наследником и единственным сыном Радена Виджаи, основателя Маджапахита.

## Семья
Согласно Параратону, настоящее имя Джаянегары было Калагемет, и он был единственным сыном Радена Виджаи и Дары Петак. Его мать была родом из королевства Дхармасрая на острове Суматра.

## Правление
Джаянегара взошел на трон как Махараджа Маджапахита в 1309-м году, заменив своего отца, который, согласно Нагаракертагаме, умер в том же году. Его тронным именем стало Шри Махараджа Вираландагопала Шри Сундарапандья Дева Адхишвара.
Если верить Параратону, правление Джаянегары было отмечено многочисленными восстаниями яванских феодалов, недовольных его политикой и тем, что Джаянегара имел смешанную яванско-малайскую кровь, а не был чистым потомком Кертанагары, последнего правителя Сингсари.
При Джаянагаре восставали Намби (1309—1316), а также Ра Кути (1319).

## Смерть
В 1328 году Джаянегара был убит своим доктором Ра Танкой во время операции. Сразу после убийства Ра Танка был убит Гаджей Мадой.
Мотивы убийцы Джаянегары остаются неизвестными.